# Àcid flòmic
L'àcid flòmic, el qual nom sistemàtic és àcid icosa-7,8-dienoic, és un àcid carboxílic de cadena lineal amb vint àtoms de carboni que conté dos dobles enllaços consecutius entre els carbonis 7-8 i 8-9, és un al·lè, la qual fórmula molecular és {\displaystyle {\ce {C20H36O2}}}. En bioquímica és considerat un àcid gras rar.

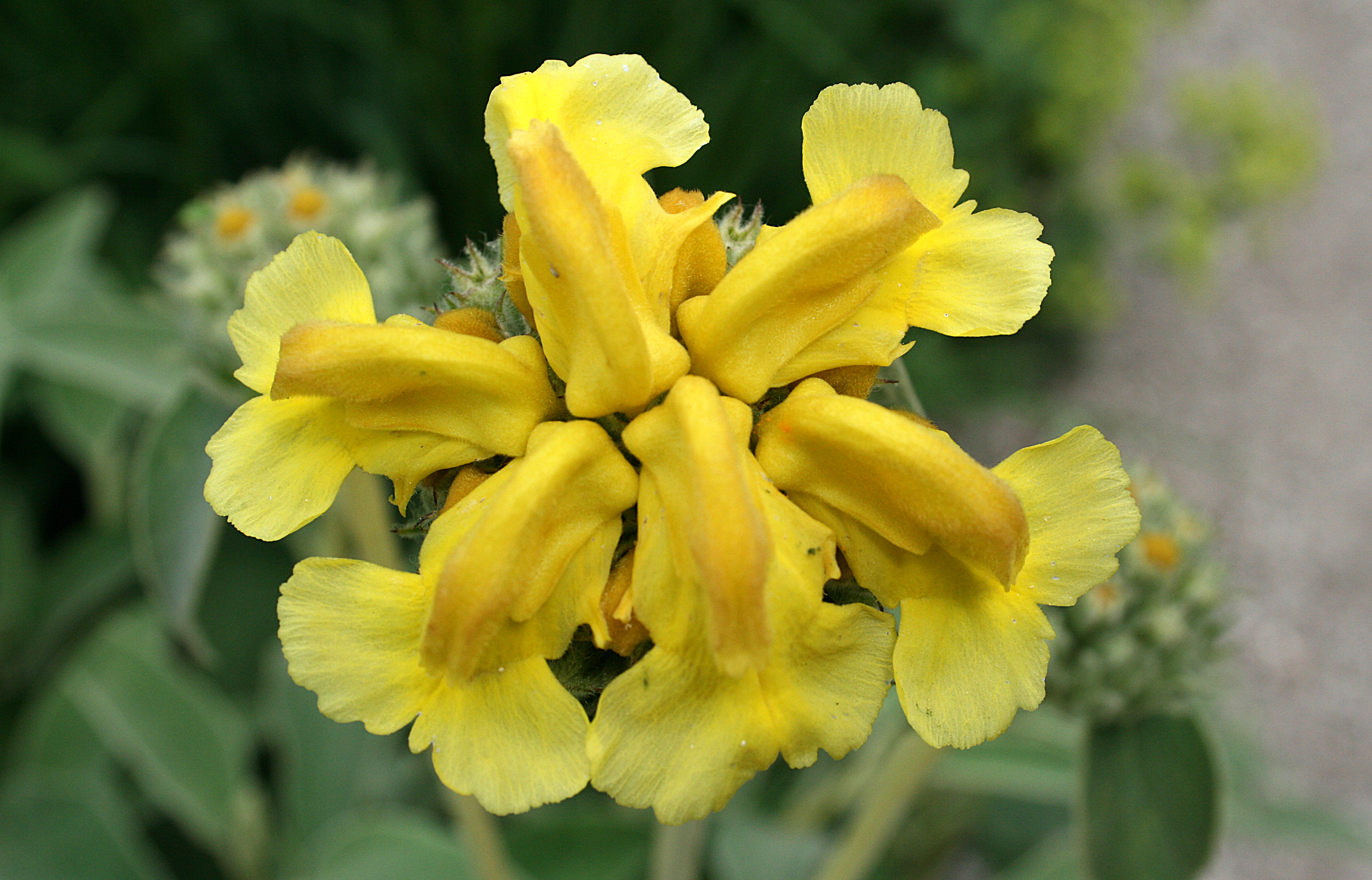
Inflorescència de Phlomis fruticosa

Fou aïllat per primera vegada el 1997 per K. Aitzetmüller, N. Tsevegsüren i K. Vosmann, de l'oli de les llavors de lamiàcies, subfamília lamiòidia: Phlomis tuberosa, Phlomis fruticosa, Lamiastrum galeobdolon, Phlomis samia, Leonurus sibiricus, Physostegia virginiana alba, Marrubium vulgare, Panzerina canescens, entre d'altres, en proporcions molt petites que no superen el 3 %. La característica més destacada és la presència de dos dobles enllaços contigus formant un al·lè, la qual cosa és molt rara en els àcids grassos. El nom comú prové del gènere Phlomis.